# Nabil al-Sharbaji
Nabil Sharbaji (en arabe نبيل الشربجي, également transcrit Nabil Shurbaji ou Nabil al-Shurbaji), est un journaliste et militant pacifiste syrien, né à Daraya, près de Damas et mort en détention le 3 mai 2015 à Saidnaya.

## Biographie
Né à Daraya, une ville de la banlieue de Damas connue pour son militantisme pacifique non violent, Nabil Sharbaji fait partie des « jeunes de Daraya » (Daraya chababs), ils prônent le refus de la violence et de la vengeance malgré la répression du régime. La famille Sharbaji (ou Shurbaji) est connue pour son militantisme pacifiste et beaucoup de ses membres sont recherchés et emprisonnés à partir du soulèvement révolutionnaire du printemps 2011 ; Nabil est le cousin de Mohamed et Yahia Shurbaji,,.
Au moment de sa première arrestation, le 17 mars 2011, il est fiancé. Il est relâché après 17 jours et vit ensuite dans la clandestinité, jusqu'à sa disparition forcée, le 26 février 2012,,,.

## Enab Baladi
Avec d'autres journalistes et journaliste-citoyens de Daraya, Nabil Sharbaji participe à la création d'un journal d'information libre, Enab Baladi ("Les raisins de mon pays"). C'est cette nouvelle publication, d'expression libre, qui lui vaut d'être arrêté par les services de sécurité syriens,.

## Arrestation, détention et décès
Nabil Sharbaji est arrêté à Daraya le 26 février 2012 par les services de sécurité syriens. Il est d'abord détenu dans la branche des investigations (interrogatoires) des Services de renseignement de l'armée de l'air, à l'aéroport militaire de Mezzeh. Il est également détenu à la prison de droit commun d'Adra, d'où il peut exfiltrer quelques lettres,.
Transféré dans différentes lieux de détention« il subit la torture, vit au milieu de la mort et de la maladie dans des prisons insalubres ».
Pendant son emprisonnement, dans différents lieux de détention du régime syrien, Nabil Sharbaji est incarcéré avec un autre journaliste et militant pour les droits humains, Mansour Omari. Ensemble, sur des morceaux de vêtements déchirés, avec de la rouille et leurs sangs, ils écrivent la liste des noms de leurs codétenus, dans l'espoir de donner des nouvelles aux familles des disparus, si l'un d'eux était libéré. C'est Nabil qui est chargé d'écrire. C'est finalement Mansour Omari qui sortira de prison, avec une liste de  82 noms sur 5 morceaux de tissu et qui sont exposés aujourd'hui au musée mémorial de l'Holocauste de Washington,,.
L'information de la mort de Nabil Sharbaji arrive en décembre 2016, mais il est mort en détention un an et demi plus tôt, le 3 mai 2015, dans la prison militaire de Saidnaya.

## Voir également
- Daraya
- Enab Baladi
- Aéroport militaire de Mezzeh
- Prison de Saidnaya
- Mansour Omari